# Villard-de-Lans
Villard-de-Lans is een gemeente in het Franse departement Isère (regio Auvergne-Rhône-Alpes). De plaats maakt deel uit van het arrondissement Grenoble. Villard-de-Lans telde op 1 januari 2022 4.365 inwoners. 
Villard-de-Lans ligt aan de bovenloop van de rivier de Bourne, aan het begin van de Gorges de la Bourne.

## Geografie
De oppervlakte van Villard-de-Lans bedroeg op 1 januari 2022 67,2 vierkante kilometer; de bevolkingsdichtheid was toen 65 inwoners per km².

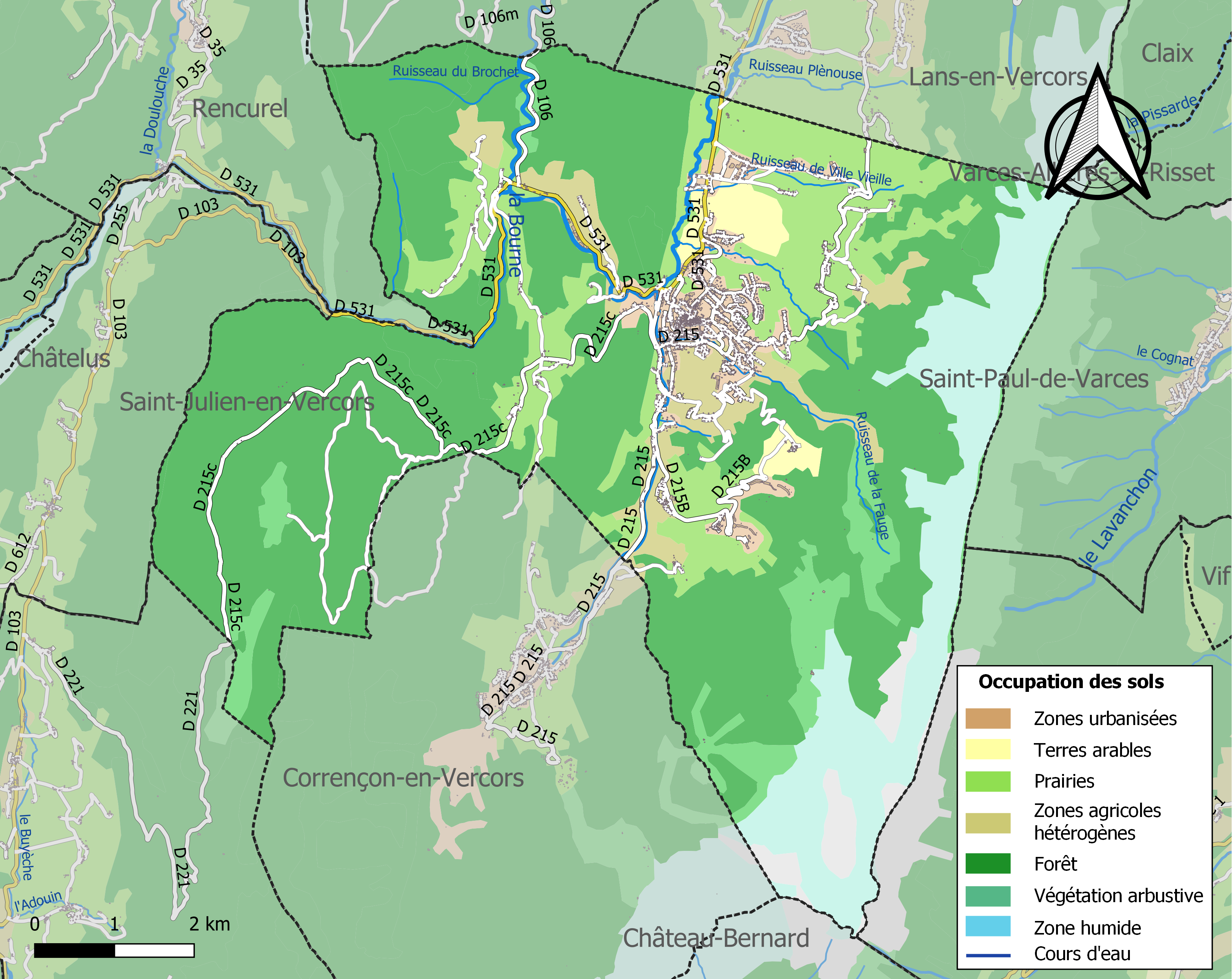
Kaart van de gemeente met de belangrijkste infrastructuur, bodemgebruik en omliggende gemeenten

## Demografie
Onderstaande figuur toont het verloop van het inwonertal (bron: INSEE-tellingen).

## Sport
Op de Olympische Winterspelen 1968 in Grenoble vond het rodelen plaats in Villard-de-Lans.
Villard-de-Lans was negen keer etappeplaats in de wielerkoers Ronde van Frankrijk. Daarbij was het vijf keer vertrek- (1986, 1987, 1989, 1990, 1993) en zeven keer aankomstplaats (1985, 1987, 1988, 1989, 1990, 2004 en 2020).
De ritwinnaars in Villard-de-Lans zijn:
- 1985: Eric Vanderaerden
- 1987: Pedro Delgado
- 1988: Pedro Delgado
- 1989: Laurent Fignon
- 1990: Erik Breukink
- 2004: Lance Armstrong[2]
- 2020: Lennard Kämna